# Чемпионат Израиля по волейболу среди мужчин
Чемпионат Израиля по волейболу среди мужчин — ежегодное соревнование мужских волейбольных команд Израиля. Проводится с 1956 года. Организатором является Израильская волейбольная ассоциация.

## Формула соревнований (Премьер-лига)
Чемпионат в премьер-лиге в сезоне 2024/25 проводился в два этапа — предварительный и плей-офф. На предварительной стадии команды играли в два круга. 8 лучших вышли в плей-офф и далее по системе с выбыванием определили двух финалистов, которые разыграли первенство. Серии матчей плей-офф проводились до двух (четвертьфинал и полуфинал) и до трёх (финал) побед одного из соперников.
За победу со счётом 3:0 и 3:1 команды получают 3 очка, 3:2 — 2 очка, за поражение со счётом 2:3 — 1 очко, 0:3 и 1:3 — 0 очков.
В чемпионате 2024/25 в Премьер-лиге принимали участие 10 команд: «Хапоэль» (Мате-Ашер), «Маккаби» (Тель-Авив), «Маккаби-Мосинзон» (Ход-ха-Шарон), «Маккаби» (Ашдод), «Хапоэль-Йоав» (Кфар-Сава), «Хапоэль-Ирони» (Кирьят-Ата), «Хапоэль-Хамапил-Менаше» (Эмек-Хефер), «Эйлабун», «Хапоэль» (Реховот), «Хапоэль-Ариот» (Иерусалим). Чемпионский титул в 5-й раз подряд выиграл «Маккаби» (Тель-Авив), победивший в финальной серии «Хапоэль» (Мате-Ашер) 3-0 (3:1, 3:0, 3:1). 3-е место занял «Маккаби-Мосинзон».

## Чемпионы
| - 1956 «Бейт-Зера» - 1957 «Хапоэль» Эйн Шемер - 1958 «Хапоэль» Ход-Ха-Шарон - 1959 «Хапоэль» Эйн Шемер - 1960 «Хапоэль» Эйн Шемер - 1961 «Хапоэль» Эйн Шемер - 1962 «Хапоэль» Эйн Шемер - 1963 «Хапоэль» Ха-Мапил - 1964 «Хапоэль» Ха-Мапил - 1965 «Хапоэль» Ха-Мапил - 1966 «Хапоэль» Ха-Мапил - 1967 «Хапоэль» Ха-Мапил - 1968 «Хапоэль» Ха-Мапил - 1969 «Хапоэль» Ха-Мапил - 1970 «Хапоэль» Ха-Мапил - 1971 «Хапоэль» Ха-Мапил - 1972 «Хапоэль» Кфар-Масарик - 1973 «Хапоэль» Кфар-Масарик - 1974 «Хапоэль» Кфар-Масарик - 1975 «Хапоэль» Кфар-Масарик - 1976 «Маккаби» Тель-Авив - 1977 «Хапоэль» Кирьят-Ата - 1978 «Хапоэль» Кирьят-Ата - 1979 «Хапоэль» Кирьят-Ата - 1980 «Хапоэль» Кирьят-Ата - 1981 «Хапоэль» Ха-Мапил - 1982 «Маккаби» Тель-Авив - 1983 «Хапоэль» Кфар-Сава - 1984 «Хапоэль» Ха-Мапил - 1985 «Хапоэль» Ха-Мапил - 1986 «Хапоэль» Бат-Ям - 1987 «Хапоэль» Мате-Ашер - 1988 «Хапоэль» Мате-Ашер - 1989 «Хапоэль» Бат-Ям - 1990 «Маккаби» Тель-Авив | - 1991 «Маккаби» Тель-Авив - 1992 «Хапоэль» Мате-Ашер - 1993 «Хапоэль» Бат-Ям - 1994 «Хапоэль» Мате-Ашер - 1995 «Зебулон» - 1996 «Зебулон» - 1997 «Маккаби» Тель-Авив - 1998 «Хапоэль» Мате-Ашер - 1999 «Хапоэль» Мате-Ашер - 2000 «Хапоэль» Мате-Ашер - 2001 «Хапоэль» Кфар-Сава - 2002 «Хапоэль» Мате-Ашер - 2003 «Хапоэль» Мате-Ашер - 2004 «Хапоэль» Кирьят-Ата - 2005 «Хапоэль» Кирьят-Ата - 2006 «Хапоэль» Кирьят-Ата - 2007 «Маккаби» Ход-Ха-Шарон - 2008 «Маккаби» Тель-Авив - 2009 «Маккаби» Тель-Авив - 2010 «Маккаби» Тель-Авив - 2011 «Маккаби» Тель-Авив - 2012 «Маккаби» Тель-Авив - 2013 «Хапоэль» Мате-Ашер - 2014 «Хапоэль» Мате-Ашер - 2015 «Хапоэль» Мате-Ашер - 2016 «Хапоэль» Мате-Ашер - 2017 «Маккаби» Тель-Авив - 2018 «Хапоэль» Мате-Ашер - 2019 «Хапоэль» Мате-Ашер - 2020 «Хапоэль» Мате-Ашер - 2021 «Маккаби» Тель-Авив - 2022 «Маккаби» Тель-Авив - 2023 «Маккаби» Тель-Авив - 2024 «Маккаби» Тель-Авив - 2025 «Маккаби» Тель-Авив |